# لورا نزهة
لورا نزهة (بالألبانية: Laura Nezha‏) هي مغنية وممثلة ألبانية، ولدت في 16 سبتمبر 1990 في تيرانا في ألبانيا.